# یانوف کارویتسکی
یانوف کارویتسکی (به لاتین: Janów Karwicki) یک روستا در لهستان است که در گمینا اوپوچنو واقع شده‌است.